# Ендотоксин
Ендотоксините са такива вещества, които са свързани с клетъчната стена на бактериална клетка и се освобождават, когато тя бъде разкъсана.
Те са отровни вещества, които обикновено предизвикват висока температура, понижено кръвно налягане и други.